# Paedagogi

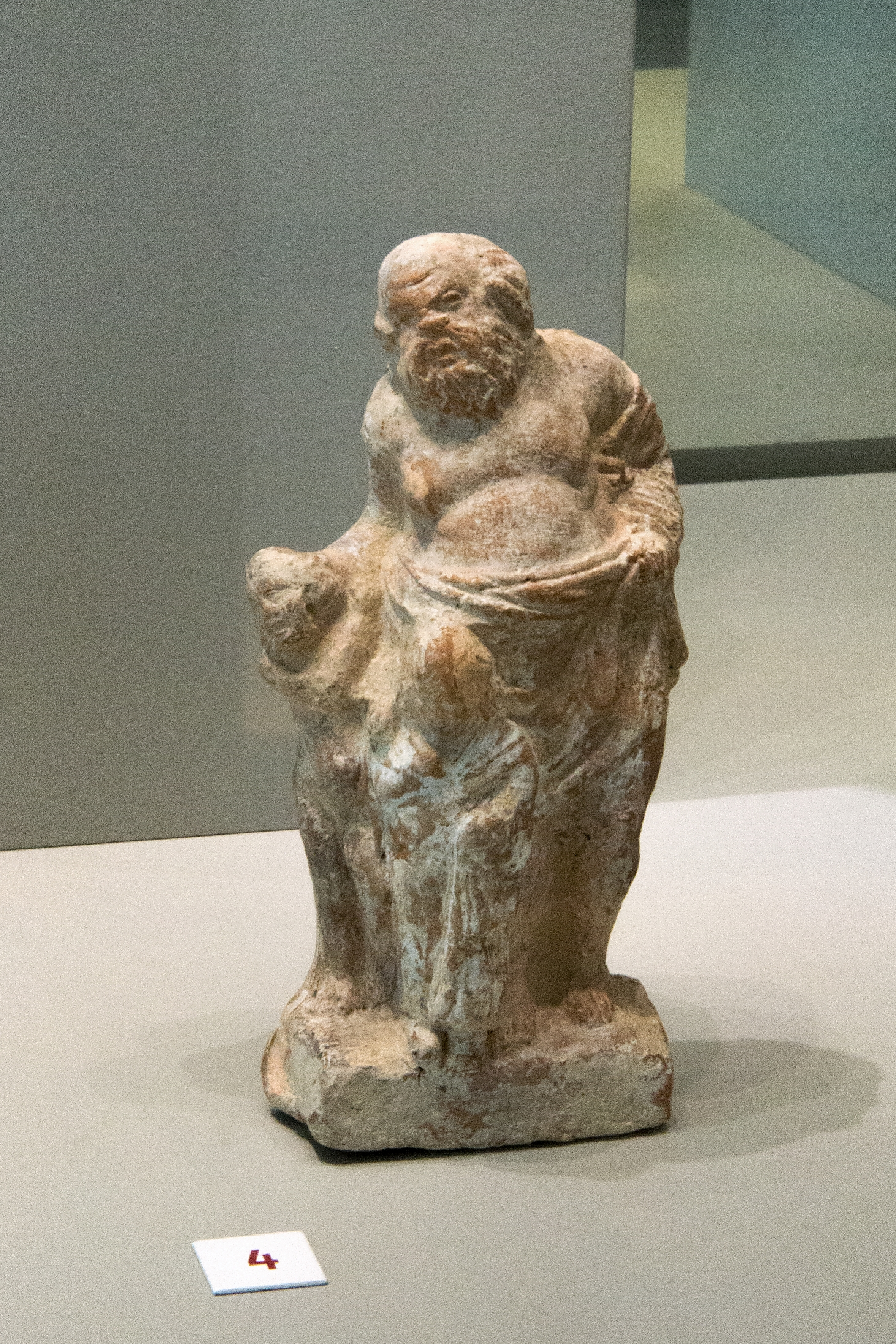
Educador (Paidagogos) con dos niños. Figurilla de terracota de Tanagra (s. IV A.C.) Museo Altes de Berlín.

En la Antigua Roma, la figura del peadagogi o paedagogus aparece a finales de la República, cuando el estudio de la lengua griega ya es habitual entre los jóvenes romanos, y sus padres acuden a un paedagogus griego para que enseñe a sus hijos. En época imperial, el sentido de la palabra cambia y el paedagogus se convierte en el director del paedagogium.